# 마방로
마방로는 서울특별시 서초구 양재2동 영동1교 삼거리에서 강남구 개포4동 포이사거리까지를 잇는 도로이다. 포이사거리에서 개포로와 직결된 도로이다.

## 경유지
- 영동1교 삼거리
- 양재2동
- 포이사거리

## 주요 시설
- 동원F&B 서울 본사 사옥